# Trizygia flavipes
Trizygia flavipes är en tvåvingeart som beskrevs av Frederick Askew Skuse 1888. Trizygia flavipes ingår i släktet Trizygia och familjen svampmyggor. Inga underarter finns listade i Catalogue of Life.